# Muscicapa lendu
A Muscicapa lendu a madarak osztályának a verébalakúak (Passeriformes) rendjéhez és a  légykapófélék (Muscicapidae) családjához tartozó faj.

## Rendszerezése
A fajt James Chapin amerikai ornitológus írta le 1932-ben, az Alseonax nembe Alseonax lendu néven. Egyes szervezetek a Fraseria nembe sorolják Fraseria lendu néven.

## Előfordulása
Közép- és Kelet-Afrikában, a Kongói Demokratikus Köztársaság, Kenya, Ruanda és Uganda területén honos. 
Természetes élőhelyei a trópusi és szubtrópusi hegyi esőerdők. Állandó, nem vonuló faj.

## Megjelenése
Testhossza 12-13 centiméter.

## Életmódja
Rovarokkal táplálkozik.

## Természetvédelmi helyzete
Az elterjedési területe nem nagy és valószínűleg csökken, egyedszáma 2500-9999 példány közötti és szintén csökken. A Természetvédelmi Világszövetség Vörös listáján sebezhető fajként szerepel.